# تانيا تشيرنوفا
تانيا تشيرنوفا (بالإنجليزية: Tania Chernova)‏ هي قناصة أمريكية، ولدت في 1920 في الولايات المتحدة.